# Jan Palczowski
Jan Palczowski (Szaszowski) z Palczowic (ur. ok. 1507, zm. 1565) – polski prawnik, sędzia ziemski zatorski (1559–1563), dworzanin królewski, autor dzieł prawniczych.

## Życiorys
Pochodził ze szlacheckiego rodu Szaszowskich lub Saszowskich herbu Saszor, którego członkowie posiadali rozległe majątki w Księstwie Zatorskim. Przyjął nazwisko od położonej kilka kilometrów od Zatoru wsi Palczowice. W latach 1523–1527 studiował na Akademii Krakowskiej, a w 1548 dzięki poparciu wojewody krakowskiego Piotra Kmity został dworzaninem króla Zygmunta II Augusta. Od 1550 wspierał zwolenników reformacji. Bronił oskarżonego o herezję Konrada Krupkę Przecławskiego. W 1557 uczestniczył w wyprawie inflanckiej. W 1559 został sędzią zatorskim. Następnie wycofał się z dworu królewskiego i poświęcił aktywności politycznej. Był posłem na sejm piotrkowski 1562/1563 i warszawski 1563/1564, gdzie razem z innymi przedstawicielami księstw oświęcimskiego i zatorskiego negocjował warunki ich wcielenia do Korony.

## Twórczość
W 1555 spisał Ustawy prawa polskiego dla pamięci krótko wypisane, systematyczny zbiór prawa ziemskiego Królestwa Polskiego zawierający streszczenia wybranych statutów i konstytucji sejmowych. Po raz pierwszy ukazały się one w 1559 i były wznawiane w 1561, 1563, 1565, 1569, 1579. Wszystkie oznaczono jedynie inicjały "J. P.". Dopiero Zygmunt Celichowski  porównał w 1877 wydania drukowane z zachowanymi rękopisami przekonująco dowodząc autorstwa Palczowskiego.
1. [Ustawy Prawa polskiego], Brześć 1560, znane z jednej egzemplarza pozbawionego karty tyłowej znajdującego się w zbiorach Biblioteki Kórnickiej.
2. Ustawy prawa polskiego dla pamięci krótko wypisane, b.m.,1561, 1563, 1565, 1569.
3. Ustawy Prawa Polskiego napotrżebnieysze, krotko z láćiñskich wybráne ná Polski ięzyk dla wszelkiego cżłowieka prostego, á prawo wiedzieć potrzebuiącego, przełożone, b.m., 1565 i po śmierci autora w 1569.
4. Ustawy prawa ziemskiego polskiego, dla pamięci lepszey krotko y porządnie z Statutow y z Constytuciy zebrane. Z przydatkiem o obronie koronney y o sprawie y powinności urzędnikow woiennych Jeo M. pana Jana Tarnowskiego niekiedy Kasztelana Krakowskiego etc. etc. temi czasy rycerskiemu stanowi barzo potrzebne, Kraków 1579, przedruk Ustaw prawa polskiego z dziełem O obronie koronnej Jana Amora Tarnowskiego.